# 今井つる女
今井 つる女（いまい つるじょ、1897年6月16日 - 1992年8月19日）は、俳人。本名は今井鶴（旧姓・池内）。父は高浜虚子の兄池内政夫で、つる女は虚子の姪にあたる。

## 経歴
愛媛県松山市生まれ。生後間もなく一家で上京するも4歳で父と死別し、池内政忠（虚子の長兄）の養女となる。1904年、尋常第一小学校（現 番町小学校）へ入学後、尋常第四小学校（現 東雲小学校）へ編入する。1914年、愛媛県立松山高等女学校（現 愛媛県立松山南高等学校）卒業。今井五郎との結婚を機に上京する。1920年頃から句作をはじめ、1928年『ホトトギス』夫人句会に参加する。1930年、星野立子の『玉藻』創刊に参加。1940年「ホトトギス」同人となる。1945年愛媛県波止浜町（現今治市）に疎開する。1953年『愛媛新聞』婦人俳壇の撰者となる。1955年に再び上京するが、以後30年にわたって同選者を務める。1987年より日本伝統俳句協会顧問。1992年死去、95歳。
句集に『姪の宿』『花野』『かへりみる』など。
娘の今井千鶴子も俳人で『愛媛新聞』婦人俳壇選者を引き継いでいる。